# Eberhard Demm
Eberhard Demm (* 11. Januar 1943 in Istanbul) ist ein deutscher Historiker und Spezialist für Alfred Weber sowie für die Wilhelminische Zeit und den Ersten Weltkrieg.

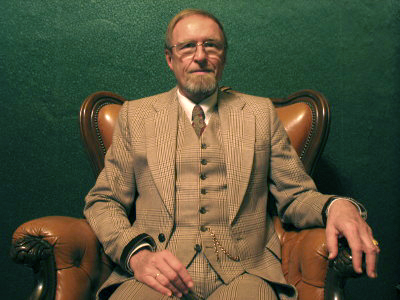
Eberhard Demm (2007)

## Akademische Laufbahn
Nach seinem Abitur an der Walther Rathenau-Schule in Berlin studierte Demm von 1962 bis 1967 Geschichte, Politologie und Geographie in Berlin und München. 1969 promovierte er an der FU Berlin bei Wolfgang H. Fritze über die Viten Bischof Ottos von Bamberg. Wie er 2009 in einem Interview sagte, hatte er „keine Lust, nach der Promotion dann noch jahrelang für die Habilitation und für einen Ordinarius zu schuften, um nachher als Privatdozent vor dem Nichts zu stehen“. Aus diesem Grund ging er bereits 4 Wochen nach der Promotion ins Ausland: zuerst für zwei Jahre als Postdoctoral Fellow und Sessional Lecturer an die University of Alberta in Edmonton, anschließend von 1971 bis 1974 als beamteter wissenschaftlicher Mitarbeiter an die Universiteit van Amsterdam. Von 1974 bis 1976 machte er in Berlin seine Referendarausbildung und ging danach als DAAD-Lektor, später beamteter Assistent an die Universität Paris-Nanterre, wo er sich 1986 bei Pierre-Paul Sagave in Civilisation allemande mit einer Teilbiographie Alfred Webers habilitierte (Dr. ès lettres et sciences humaines). 1988 wurde er als Maître de conférences an die Université Paris XII (Val de Marne), 1992 als ordentlicher Professor an die Université Lyon III (Jean Moulin) berufen.
2003 ließ er sich mit 60 Jahren pensionieren, wurde zwei Jahre später als außerordentlicher Professor an die Technische Universität Koszalin, Polen, berufen, wo er bis 2012 lehrte. Von 2013 bis 2022 war er Mitglied des Centre de recherche sur l’Allemagne et l’Autriche contemporaines (CERAAC/ILCEA4) der Université Grenoble Alpes.
In Deutschland war er 1996 bis 1997 Gastprofessor an der Humboldt-Universität Berlin, 2001 bis 2003 an der Universität Heidelberg und im WS 2004/2005 Mercator-Professor an der FU Berlin. Außerdem lehrte er jeweils mehrere Monate am Middlebury College, Vermont, USA (1980) sowie an der Latvijas Universitāte in Riga (1996). Von 2006 bis 2011 unterrichtete er im Rahmen des Erasmus-Programms jedes Jahr an der Université Nancy II.
Im Jahre 1988 erhielt er für seine Habilitationsschrift den Wolf-Erich-Kellner-Preis.

## Forschungsschwerpunkte
Infolge seiner mediävistischen Dissertation beschäftigte er sich zunächst mit Hagiographie und Thaumaturgik im Mittelalter, schwenkte aber seit seiner Tätigkeit in Frankreich auf die Geschichte des frühen 20. Jahrhunderts um. Er versteht sich als Vertreter der modernen Kulturgeschichte und arbeitet vor allem über Alfred Weber, die Wilhelminische Zeit und den Ersten Weltkrieg. Er ist einer der wenigen Historiker, die gleichermaßen auf Deutsch, Französisch und Englisch publizieren.

## Schriften
Als Autor
- Reformmönchtum und Slawenmission im 12. Jahrhundert. Wertsoziologisch-geistesgeschichtliche Untersuchungen zu den Viten Bischof Ottos von Bamberg (= Historische Studien. Band 419). Matthiesen, Lübeck 1970 (Zugleich Dissertation FU Berlin 1969).
- Der Erste Weltkrieg in der internationalen Karikatur. Fackelträger, Hannover 1988.
- Ein Liberaler in Kaiserreich und Republik. Der politische Weg Alfred Webers bis 1920 (= Schriften des Bundesarchivs. Band 38). Boldt, Boppard 1990 (Zugleich erweiterte Übersetzung der Thèse d’Etat (Habilitation) Université Paris X, Nanterre 1986).
- Spanische Kolonialpaläste in Mexiko. Taschen, Köln 1991.
- Von der Weimarer Republik zur Bundesrepublik. Der politische Weg Alfred Webers von 1920 bis 1958 (= Schriften des Bundesarchivs. Band 51). Droste, Düsseldorf 1999.
- Geist und Politik im 20. Jahrhundert. Gesammelte Aufsätze zu Alfred Weber. Peter Lang, Frankfurt am Main 2000.
- Nationalistische Propaganda und Protodiplomatie als ethnisches Geschäft. Juozas Gabrys, die „Union des Nationalités“ und die Befreiung Litauens (1911–1919). Litauisches Kulturinstitut, Lampertheim 2001.
- Ostpolitik und Propaganda im Ersten Weltkrieg. Peter Lang, Frankfurt am Main 2002.
- Geist und Politik. Der Heidelberger Gelehrtenpolitiker Alfred Weber (1868–1958). Katalog zur Ausstellung im Universitätsmuseum Heidelberg 18. November 2003 – 31. März 2004. Verlag Regionalkultur, Heidelberg u. a. 2003.
- Else Jaffé-von Richthofen. Erfülltes Leben zwischen Max und Alfred Weber (= Schriften des Bundesarchivs. Band 74). Droste, Düsseldorf 2014.
- Von Wilhelm II. zu Wilhelm dem Letzten – Streiflichter zur Wilhelminischen Zeit (hrsg. von Nathalie Chamba), Verlag Traugott Bautz, Nordhausen 2017, ISBN 978-3-95948-321-6
- Censorship and Propaganda in World War I. A Comprehensive History. Bloomsbury, London & New York 2019.

Als Herausgeber
- Alfred Weber als Politiker und Gelehrter. Die Referate des ersten Alfred Weber-Kongresses in Heidelberg. Franz-Steiner-Verlag, Stuttgart 1986.
- mit Tilman Koops: Karikaturen aus dem Ersten Weltkrieg. Eine Ausstellung des Bundesarchivs Koblenz. Koblenz 1990.
- mit Roger Noel und William Urban: The Independence of the Baltic States. Origins, Causes and Consequences. A Comparison of the Crucial Years 1918/19 and 1990/91. Proceedings of the Conference at the University of Paris XII. Lithuanian Research and Studies Center, Chicago 1996.
- mit Richard Bräu, Hans G. Nutzinger und Walter Witzenmann: Alfred Weber-Gesamtausgabe. 10 Bände. Metropolis, Marburg 1997–2003.
  - Band 1: Kulturgeschichte als Kultursoziologie. 1997.
  - Band 7: Politische Theorie und Tagespolitik (1903–1933). 1999.
  - Band 9: Politik im Nachkriegsdeutschland (1945–1958). 2001.
  - mit Hartmut Soell: Band 10,1–2: Ausgewählter Briefwechsel. 2003.
- Alfred Weber zum Gedächtnis. Selbstzeugnisse und Erinnerungen von Zeitgenossen. Peter Lang, Frankfurt am Main 2000.
- Deutscher Brain Drain, europäische Universitätssysteme und Hochschulreform. Friedrich-Ebert-Stiftung, Bonn 2002.
- Soziologie, Politik und Kultur. Von Alfred Weber zur Frankfurter Schule. Peter Lang, Frankfurt am Main 2003.
- mit Jarosław Suchoples: Akademische Lebenswelten. Habitus und Sozialprofil von Gelehrten im 19. und 20. Jahrhundert. Peter Lang, Frankfurt am Main 2011.
- mit Christina Nikolajew: Auf Wache für die Nation. Erinnerungen. Der Weltkriegsagent Juozas Gabrys berichtet (1911–1918). Peter Lang Verlag, Frankfurt am Main 2013.
- mit Nathalie Chamba (Hrsg.): Richard Ball: Wilhelm der Letzte. Bilanz über 25 Jahre Regierungszeit Wilhelms II, Verlag Traugott Bautz, Nordhausen 2017, ISBN 978-395948-256-1.

Ferner mehr als 120 Aufsätze in Zeitschriften, Sammelbänden und Enzyklopädien.